# René Frémin
René Frémin (Parijs, 1 oktober 1672 - Parijs, 17 februari 1744) was een Frans beeldhouwer.

## Leven en werk
Frémin studeerde aan de Académie Royale in Parijs onder François Girardon en Antoine Coysevox. Hij won in 1694 de Prix de Rome in de categorie beeldhouwkunst. Hij verbleef vervolgens tussen 1695 en 1699 in de Italiaanse hoofdstad. Hij maakte in Frankrijk onder meer beelden voor het park rond het kasteel van Rambouillet en de spiegelzaal in het kasteel van Versailles.
Tussen 1721 en 1738 woonde Frémin in Madrid, waar hij in opdracht van de Spaanse koning Filips V werkte aan de aankleding van diens paleis La Granja de San Ildefonso.